# 거창연극고등학교
거창연극고등학교는 경상남도 거창군에 있는 고등학교 과정의 각종학교이다.

## 연혁
- 2020.01.02 공립 각종학교(대안학교) 6학급 설립 인가
- 2020.03.01 거창연극고등학교 개교 (3학년, 6학급, 90명). 폐교된 옛 위천중학교 자리에 개교
- 2020.03.01 거창연극고등학교 초대 서용수 교장 취임
- 2020.04.16 거창연극고등학교 1학년 입학 (30명, 남11, 여19)